# حسن‌آباد (بخش مرکزی ارزوئیه)
حسن‌آباد یا حسن‌آباد سنگ مکی روستایی در دهستان ارزوئیه بخش مرکزی شهرستان ارزوئیه استان کرمان ایران است.

## جمعیت
بر پایه سرشماری عمومی نفوس و مسکن در سال ۱۳۹۵ جمعیت این روستا ۱۵ نفر (۴خانوار) بوده‌است.